# Sandrine Bélier
Pour les articles homonymes, voir Bélier.
 (mai 2021).
Si vous disposez d'ouvrages ou d'articles de référence ou si vous connaissez des sites web de qualité traitant du thème abordé ici, merci de compléter l'article en donnant les références utiles à sa vérifiabilité et en les liant à la section « Notes et références ».
Sandrine Bélier, née le 2 septembre 1973 à Longjumeau (Essonne), est une femme politique française, juriste de l'environnement et des droits de l'homme. Elle est députée européenne de 2009 à 2014, et depuis 2016 directrice de l'ONG Humanité et Biodiversité.

## Biographie
Sandrine Bélier a effectué des études de droit à l'université Paris-Sud, puis à l'université Strasbourg III. Elle est titulaire d'un DESS en droit de l'environnement et de l'aménagement du territoire, d'un diplôme universitaire en pollutions et nuisances et d'un DEA de droit public option « droits de l'homme ». Parallèlement à ses fonctions salariées de directrice d'Alsace-Nature, en 2002, elle reprend des travaux de thèse de doctorat sur « La démocratie participative et la préservation du patrimoine naturel » qu'elle abandonnera en 2007 pour s'engager dans le Grenelle de l'environnement et y mener les travaux sur la « Nouvelle démocratie écologique » pour France Nature Environnement (FNE), la Ligue pour la protection des oiseaux (LPO) et la Ligue ROC.
En parallèle, elle s'est engagée depuis 1997 dans de très nombreuses associations de promotion de la protection de l'environnement et du droit de l'environnement. Elle a été chargée, jusqu'à son élection au Parlement européen, d'enseignement en droit et gestion de l'environnement industriel, droit de la protection de la nature, démocratie participative et rôle des associations à l'université de Strasbourg (Louis-Pasteur, Marc-Bloch et Robert-Schuman) et droit des risques et responsabilités à l'université de Haute-Alsace de Mulhouse[source insuffisante].
En 2008, par arrêté du Premier ministre, elle est nommée membre de la Commission nationale du débat public.
En 2013, par arrêté du ministre de l'Écologie, elle est nommée membre du comité national de la transition écologique (CNTE).
Revendiquant un décloisonnement de la pensée et une approche intégrée des politiques sectorielles intégrant les enjeux humanistes et environnementaux, elle s'est notamment illustrée au Parlement européen dans la bataille contre l'accord commercial anti-contrefaçon que le Parlement a rejeté en 2012 ou encore par la reconnaissance au niveau européen et international du principe de « bio-conditionnalité » des financements publics et la lutte contre la "biopiraterie" avec l'adoption le 11 mars 2014 d'un règlement communautaire sur "L'accès et le partage juste et équitable liés à l'utilisation des ressources génétiques" dont elle était la rapporteure pour le parlement européen. Elle est, par ailleurs, la première, après l'affaire PRISM, à demander le droit d'asile européen pour Edward Snowden et un statut de lanceur d'alerte européen.
En 2013 encore, elle publie avec Gilles Luneau aux éditions Actes Sud La biodiversité une chance, nous avons un plan B, ouvrage dans lequel les auteurs, mêlant éclairages politiques, historiques et exemples d'actions positives en France et en Europe, expliquent en quoi et comment l'enjeu de la biodiversité est mondial et pourquoi il est urgent d'agir.
Elle est au côté des salariés d'ArcelorMittal à Florange et parmi plusieurs autres députés européens à l'initiative du débat européen pour une politique industrielle européenne.

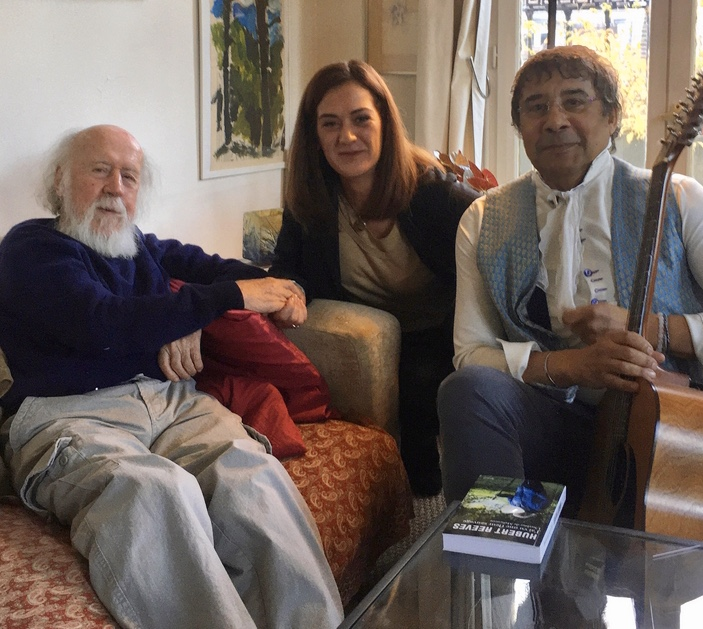
Hubert Reeves, Sandrine Bélier et Laurent Voulzy pour Humanité et Biodiversité (novembre 2019).

Elle mène la liste « Écologistes, solidaires et citoyens » aux élections régionales, de 2015, dans le Grand-Est et bénéficiera du soutien inattendu de ses amis Laurent Voulzy et Alain Souchon.
En septembre 2016, elle prend les fonctions de directrice de l'association Humanité et biodiversité à la suite de Christophe Aubel, qui prend la direction de l'Agence française pour la biodiversité.
En janvier 2017, elle devient membre du conseil d'administration de l'Agence française de biodiversité et du Conseil national de la chasse et de la faune sauvage
En 2020, elle devient première vice-présidente du conseil d'administration de l'Office français de la biodiversité.

### Parcours associatif

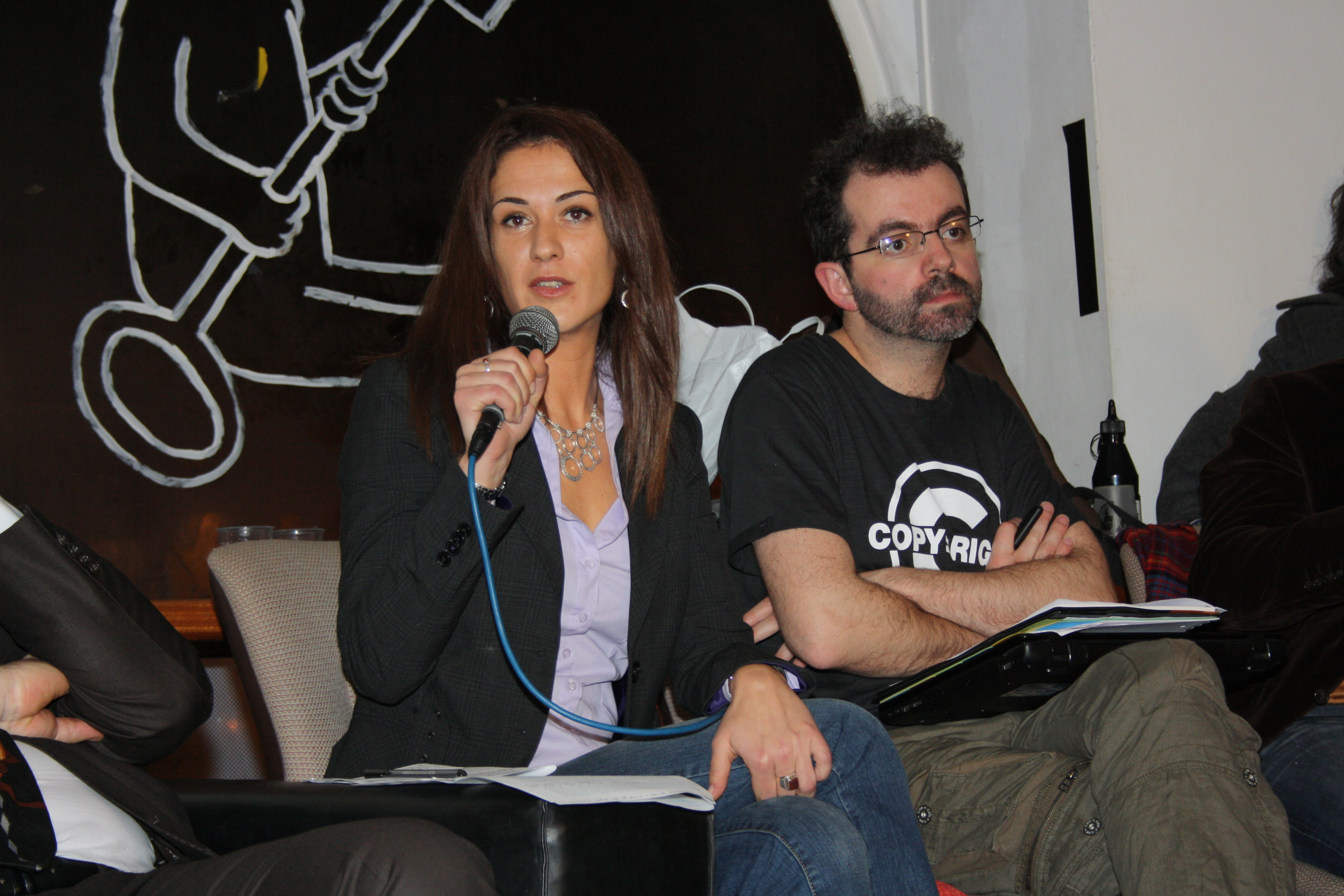
Sandrine Bélier à la rencontre « Garantir les libertés publiques pour préserver les biens communs (Lutter contre les nouvelles enclosures) ».

Après avoir participé, comme assistante, aux travaux de l'Union internationale pour la conservation de la nature de Bonn et du Conseil de l'Europe en 1996, elle intègre, en 1998, l'association Alsace nature, pour s'occuper du secteur juridique, avec le statut d'Emplois-jeunes[réf. nécessaire].
Elle a été présidente de 1997 à 2002 d'ARPEJE (Association pour la réussite et la promotion des juristes de l'environnement) et membre du conseil d'administration de la SFDE (Société française pour le droit de l'environnement) de 2004 à 2008.[réf. nécessaire]
Elle est aujourd'hui membre du conseil d'orientation de La Fabrique écologique, laboratoire d'idées qui se présente comme « transpartisan ».
En septembre 2016, elle prend la direction de l'association Humanité et biodiversité créée par Théodore Monod, présidée par Hubert Reeves puis par Bernard Chevassus-au-Louis depuis 2015.

### Parcours politique
Le 10 décembre 2008, Sandrine Bélier annonce qu'elle quitte la direction de FNE, pour s'engager politiquement aux côtés d'Europe Écologie et participer aux élections européennes de 2009.
Tête de liste dans la circonscription Est, elle est élue le 7 juin 2009, avec 14,28 % des voix, en talonnant la liste du Parti socialiste conduite par Catherine Trautmann et devançant largement celle du Mouvement démocrate, emmenée par Jean-François Kahn. Elle termine même seconde dans la région Alsace, avec 16,88 % des suffrages exprimés, et réalise un score de 21 % à Strasbourg.
Parlementaire, elle intègre le Bureau exécutif d'Europe Écologie, et est membre du Comité d'animation et de pilotage (CAP).
Pour les élections régionales de 2010, la nouvelle députée européenne annonce, dès juillet 2009, qu'elle sera « marraine » des initiatives qui s'inscrivent dans la continuité de la dynamique d'Europe Écologie dans chacune des cinq régions de l'euro-région Est, et commence par l'Alsace.
Dans le cadre de la primaire présidentielle écologiste de 2011, elle fait partie de l'équipe rapprochée de Nicolas Hulot, qu'elle connait bien pour avoir mené avec lui les travaux des projets de lois Grenelle 1 et 2 dans le cadre d'une coopération FNE/FNH,. L'année suivante, elle accompagne pour l'expertise environnementale Eva Joly, candidate gagnante de la primaire de l'écologie à l'élection présidentielle pour EÉLV,.
Tête de liste écologiste aux élections européennes de 2014 dans la circonscription Est, elle arrive en cinquième position, avec un score de 6,4 % des voix, derrière le Front national mené par Florian Philippot (29 %), l'UMP par Nadine Morano (22,7 %), le PS par Édouard Martin (13,2 %) et l'UDI-MoDem par Nathalie Griesbeck (9,2 %). Elle n'est donc pas réélue députée européenne,.
Le 11 mai 2015, elle est investie tête de liste d'EÉLV dans la région ALCA pour les élections régionales de décembre 2015. une campagne au plus près des territoires.Elle mènera sa liste en 4e position au premier tour avec un score de 6,7 % et appellera les candidats républicain (Philippe Richert) et socialiste (Jean-Pierre Masseret) à une coalition démocrate face à la liste FN menée par Florian Philippot arrivée en tête au premier tour avec 36 % des voix.

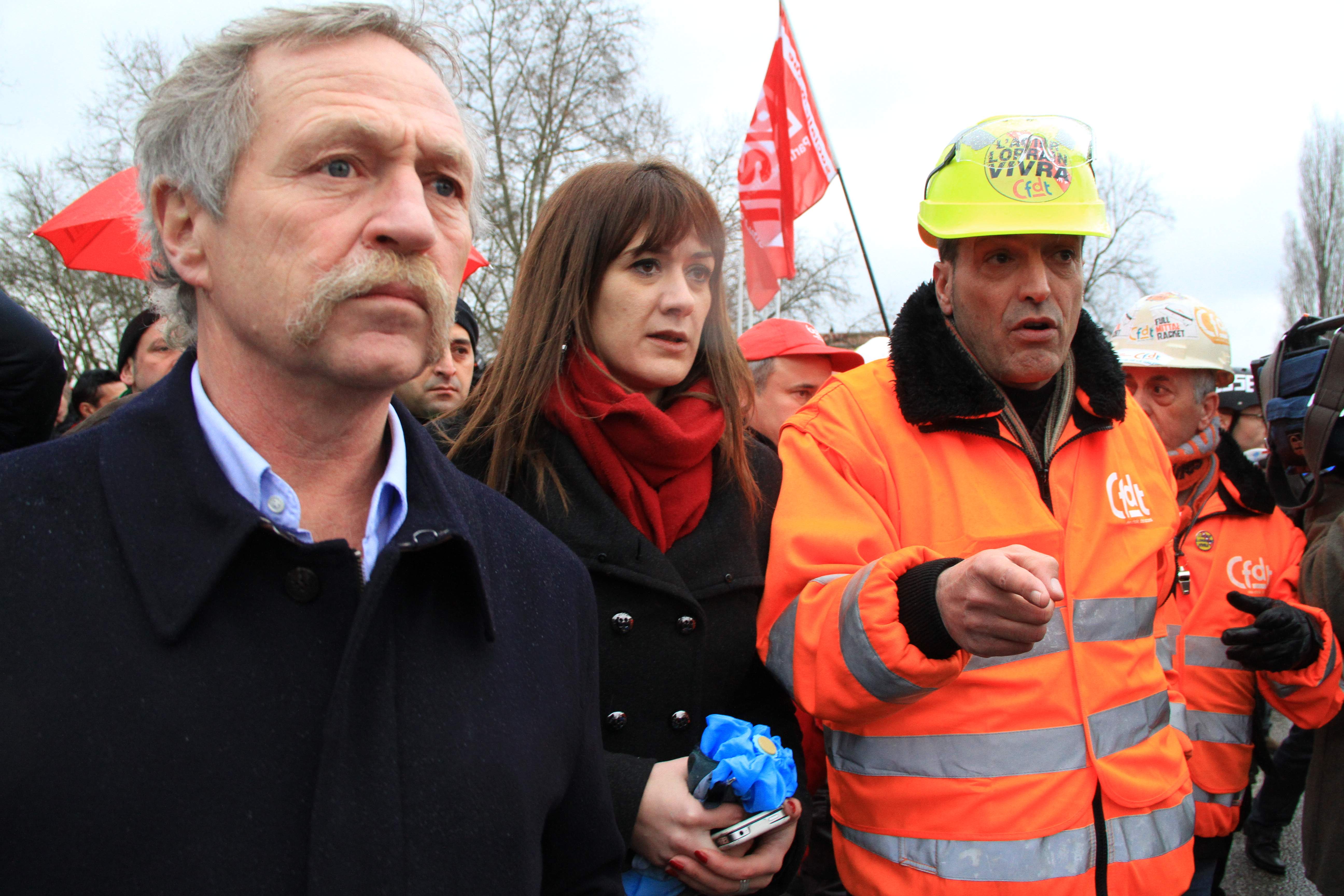
Avec José Bové (député européen EÉLV) Édouard Martin, syndicaliste de la Confédération française démocratique du travail (CFDT), à Strasbourg le 6 février 2013, lors de la manifestation des ouvriers d’ArcelorMittal.

## Publications
Elle a publié plusieurs articles dans les revues Droit de l'environnement et Revue juridique de droit de l'environnement, dont plusieurs sur l'application de la directive habitats dite « Natura 2000 »[source secondaire souhaitée] et a contribué à diverses publications collectives.
- « Natura 2000 : Transmission de pSIC et marge d'appréciation de l'État », Droit de l'environnement no 139, juin 2006
- « Les effets prévisibles de la Charte constitutionnelle sur l'environnement », Communication à la table ronde sur L'entrée de la charte de l'environnement dans la constitution, organisé par le CDES le 4 avril 2005.
- « L'applicabilité de la directive « Habitats » en France, commentaire sous CE, 9 juillet 2001, Association fédérative régionale pour la protection de la nature, no 234 555, Droit de l'environnement no 91, septembre 2001, p. 203
- « Intérêt à agir des associations de protection de l’environnement dans le contentieux des remembrements ruraux », RJE 2/2001, p. 268
- « Référé civil – Protection du biotope d’espèce végétale – Note sous TGI Colmar, 6 octobre 2000, Alsace nature Haut-Rhin», coécrit avec Raymond LEOST, RJE 2/2001, p. 258
- « Directive « Habitats » : L’obligation de transmettre un inventaire scientifique exhaustif durant la première étape du processus de désignation des ZSC », Droit de l’Environnement no 94, décembre 2000
- « Le monde associatif a un rôle à jouer » in « Grenelle de l’environnement, les attentes au rendez-vous ? », 20e entretiens écologiques du Sénat, numéro spécial Valeurs vertes – janvier 2009
- « Freins et leviers de la médiation environnementale, rôle des APNE », in « Médiation et environnement », journée organisée par l’AFITE, le 1er octobre 2008 (à paraître)

## Ouvrages
- «La biodiversité une chance, nous avons un Plan B avec Gilles Luneau aux éditions Actes Sud, 2013, 208 p.
- Access to justice in environmental matters and the Role of NGOs – Empirical Finfing ang Legal Appraisal », sous la direction de N. de Sadeleer, G. Roller et M. Dross, partie française, par Sandrine Bélier, ed. Europa Law Publishing, 2005, 228p[29].
- « De la nécessité de préserver l'habitat d'une espèce protégée : l'arrêté de protection de biotope a-t-il fait ses preuves ? » in La protection de la nature, 30 ans après la loi du 10 juillet 1976, Presses universitaires de Strasbourg dans la Collection « Droit de l'Environnement » du CDES[30].
- « Guide du permis de construire » - Les publications de Sources et Rivières du Limousin- Janvier 2004
- « A Race to protect Europe’s Natural Heritage; European Snapshot report on the status of implementation of the Habitats Directive »  Contribution pour la partie française.– WWF European policy Office – June 2001.

## Distinctions
- Chevalière de l'ordre national du Mérite le 2 mai 2017[31]
- Chevalière de la Légion d'honneur le 1er janvier 2020[32]